# Dom zu Siena

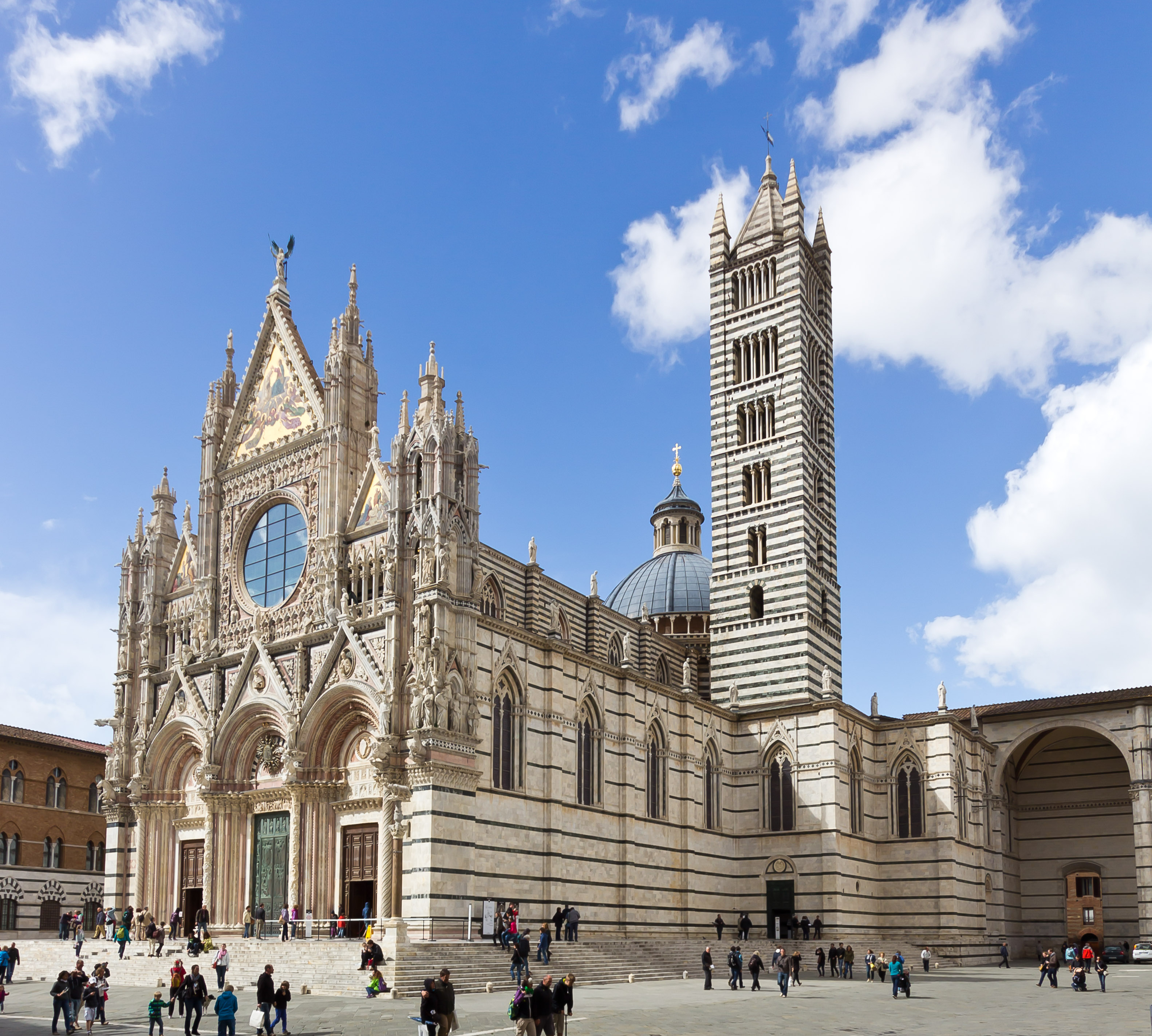
Dom zu Siena

Der Dom zu Siena (italienisch Duomo di Siena, offiziell Cattedrale Metropolitana di Santa Maria Assunta) ist die Kathedrale des Erzbistums Siena in der toskanischen Stadt Siena. Er trägt das Patrozinium von Mariä Aufnahme in den Himmel. Heute ist das mit charakteristischem dunkelgrünem Serpentinit und weißem Marmor verblendete Ziegelstein-Bauwerk eines der bedeutendsten Beispiele der gotischen Architektur in Italien.

## Baugeschichte
Mit dem Bau der dreischiffigen Basilika wurde Anfang des 13. Jahrhunderts begonnen. Die Arkade des Langhauses und die Vierung innen bis in das Laternengeschoss unter der Kuppel zeigen noch romanische Formen. Schon die Längsseiten der Kirche, Untergaden wie Obergaden, sind (heute) gotisch.
Die gotischen Gewölbe im Langhaus und das mehrschiffige Querhaus wurden um 1260 errichtet.
Der Campanile stammt aus der ersten Hälfte des 14. Jahrhunderts und ist in Anlehnung an pisanisch-lombardische Glockentürme der Romanik gestaltet.
Im Jahre 1284 (einem der wenigen gesicherten Daten der Baugeschichte) begannen die Arbeiten an der Fassade unter Giovanni Pisano, der bis 1297 das untere Geschoss fertigstellte. Ob 1317 die Arbeiten an der Fassade unterbrochen wurden oder bereits fertig gestellt waren, ist umstritten.
Die Arbeiten an der gleichzeitigen Vergrößerung des Chors waren aufwändig, weil das Gelände dort abfällt und eine Unterkirche nötig wurde. Eine über dieses Projekt weit hinausgehende Planänderung wurde 1339 beschlossen, wohl um mit dem Dombau in Florenz zu konkurrieren. Die Pest von 1348, eine Wirtschaftskrise, statische und Baugrundprobleme führten zur Einstellung aller Arbeiten um 1357.
Heute sind nur Nordseitenschiff und Fassade des „Duomo Nuovo“ zu sehen, die die Größe des unvollendeten Plans andeuten. Die Kirche, die den heutigen Dom als Querhaus weitergenutzt hätte, sollte in den Dimensionen Alt-St. Peter, damals eine der größten Kirchen der Welt, übertreffen.

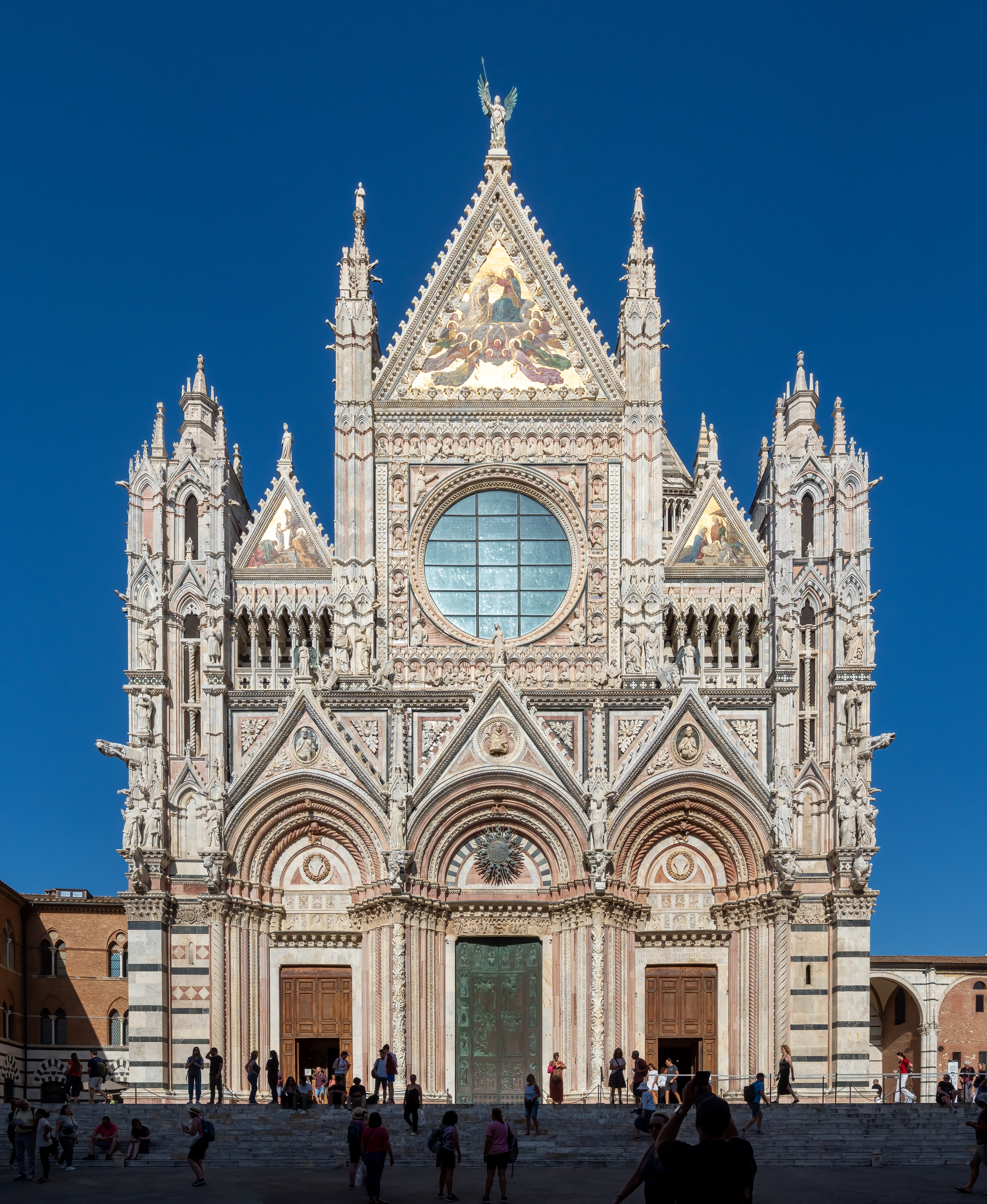
Westfassade
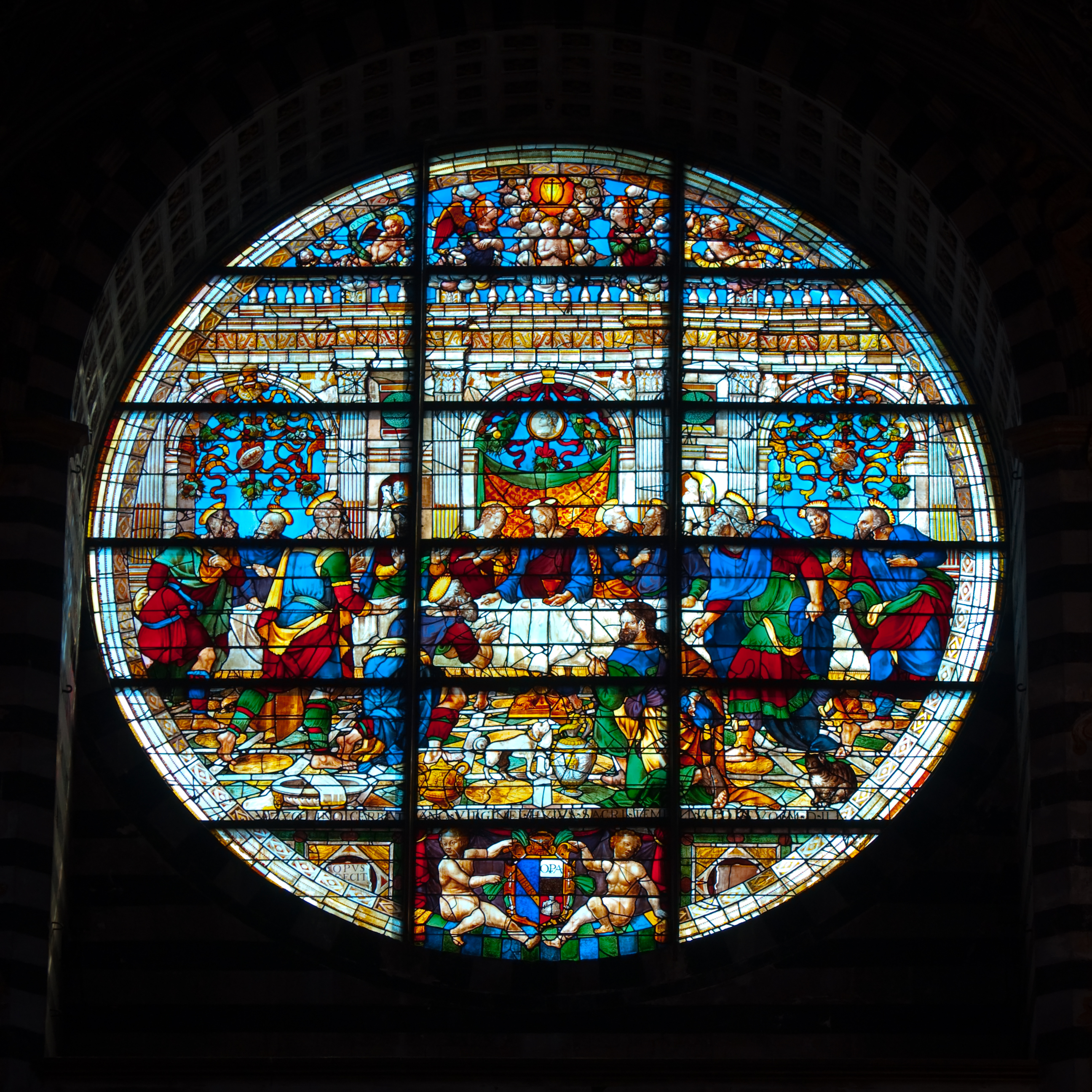
Westfenster: Renaissancegemälde des letzten Abendmahls
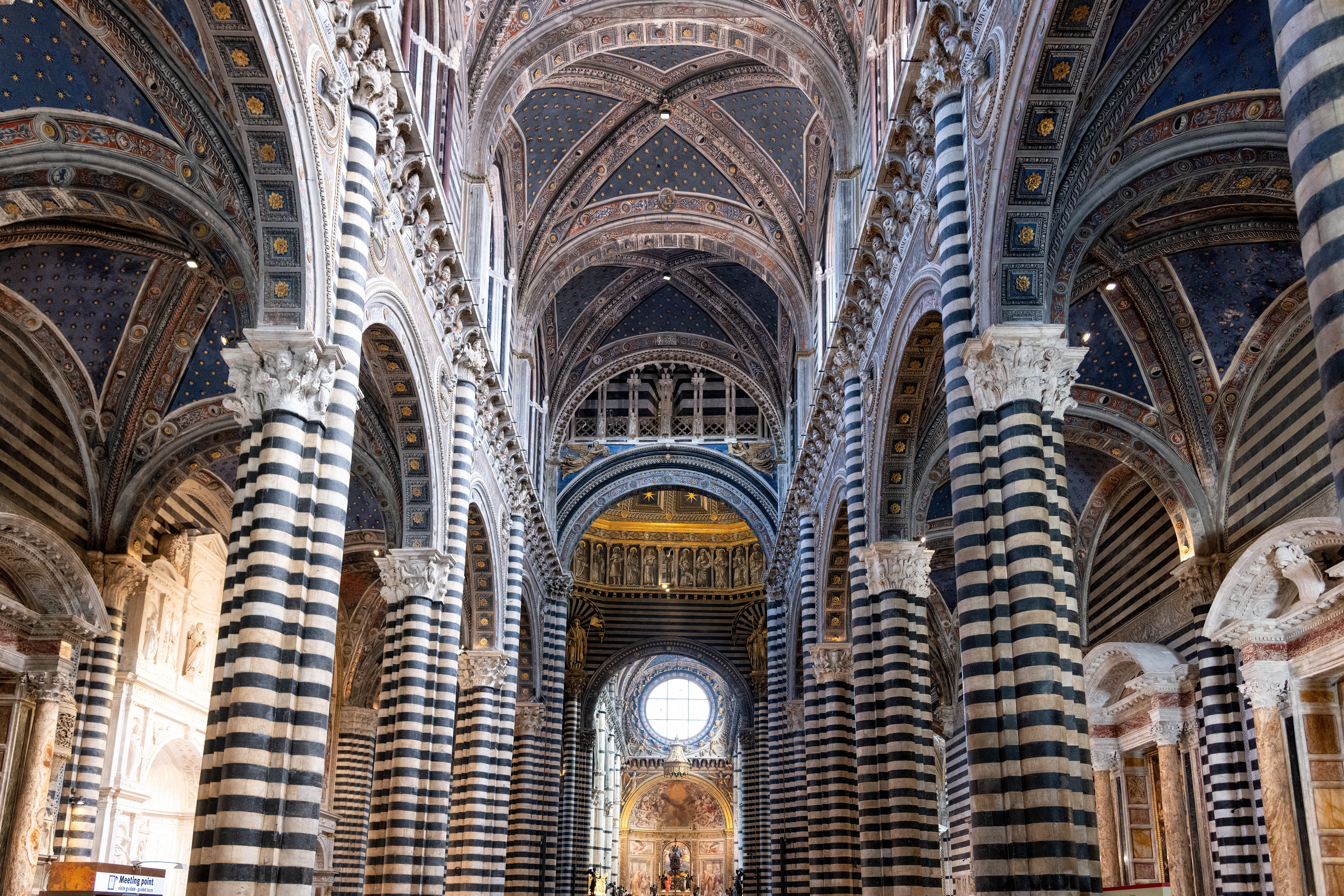
Langhaus
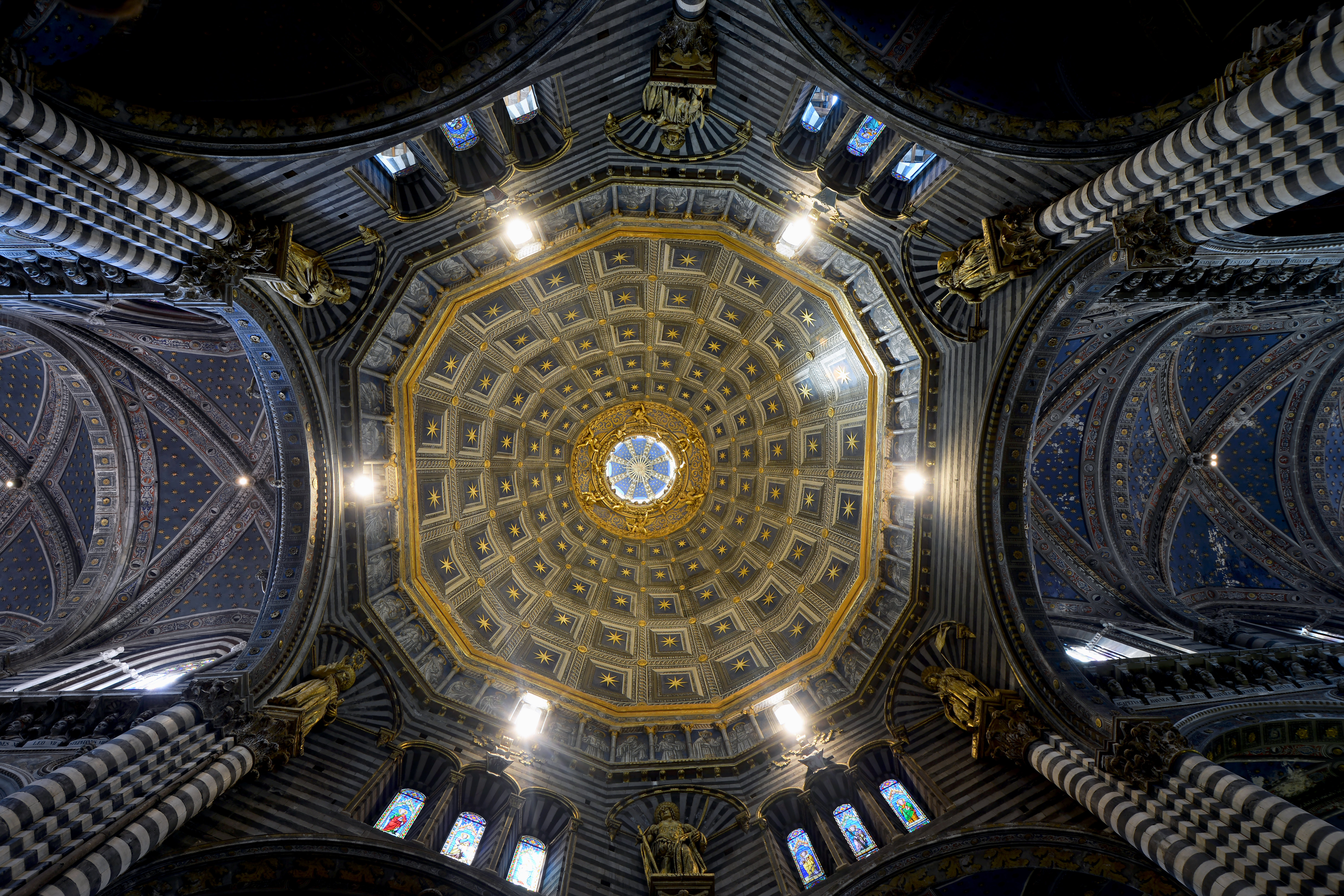
Vierungskuppel

## Außenbau
Die dreigeteilte Westfront entspricht zwar der Dreischiffigkeit des Langhauses, aber Aufriss und Achsen kommunizieren nicht mit der Disposition im Inneren. Nachdem die ersten gotischen Kirchenbauten Italiens, San Galgano (1200–1218) und Casamari (1202–1217, Westportal noch romanisch) von zisterziensischer Strenge bestimmt waren, errichtete Giovanni Pisano ab 1282 erstmals in Italien eine filigrane gotische Fassade.
Auch wenn sich der figürliche Schmuck nicht in der Zone des Gewändeportals, sondern in den Geschossen darüber konzentriert: Das reiche Figurenprogramm und seine Einbindung in die Architektur ist ohne das Vorbild der französischen Kathedralgotik nicht denkbar.
Die abwechslungsreiche Verwendung verschiedener Marmorsorten ist dagegen eine ausgesprochen regionale Eigenart.
Fast gleichzeitig entstand die eng vergleichbare Fassade am Dom von Orvieto. Wie sich beide Konzeptionen gegenseitig beeinflusst haben, hat die Forschung noch nicht abschließend entschieden.
Seit dem 15. Jahrhundert wurde an der Fassade ständig ergänzt, restauriert und erneuert. Barockisierungen im 17. und eine Regotisierung im 19. Jahrhundert führten zu einer „fast vollständigen Ruinierung“.
Der Vierungsturm ist von außen nicht romanisch, das untere Galeriegeschoss zeigt gotische Spitzbögen, die breiten, von schlanken Säulen gestützten Bögen der oberen Galerie sind schon der Renaissance zuzurechnen. Das Gleiche gilt für die Proportionen der Kuppel und für die Laterne darauf.

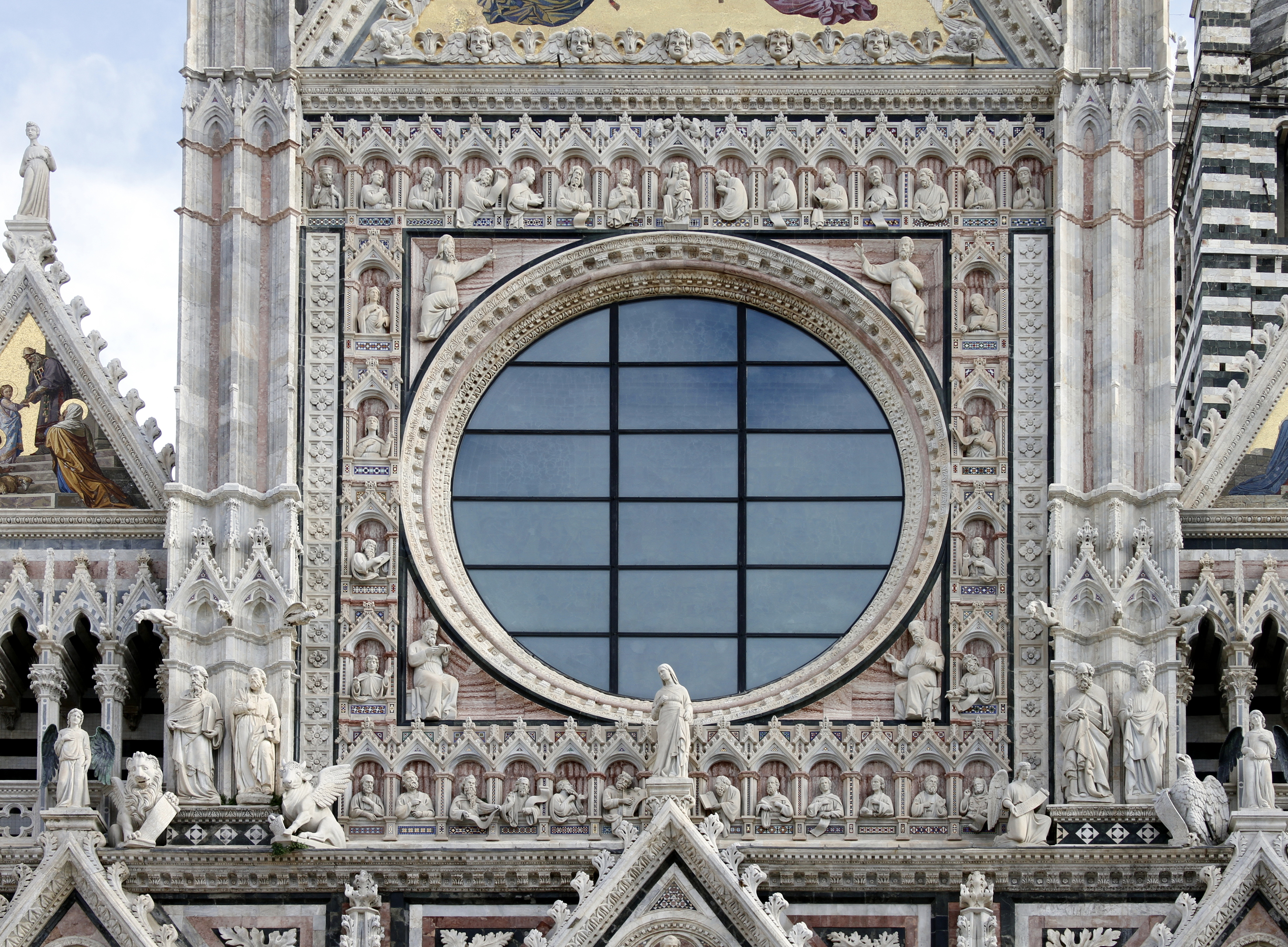
Die lebendigen Halbfiguren um das Westfenster
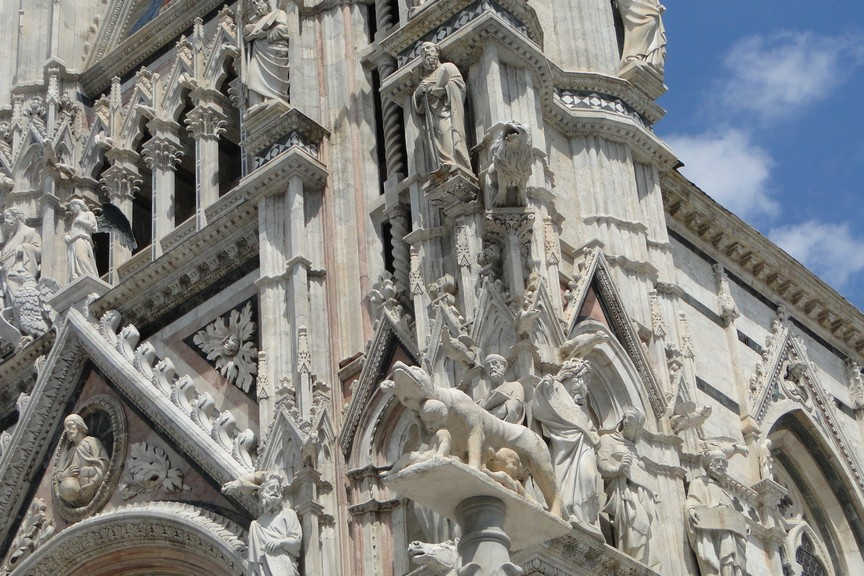
Dichte Dekoration mit Figurenprogramm an der Südwestecke der Fassade, Detail
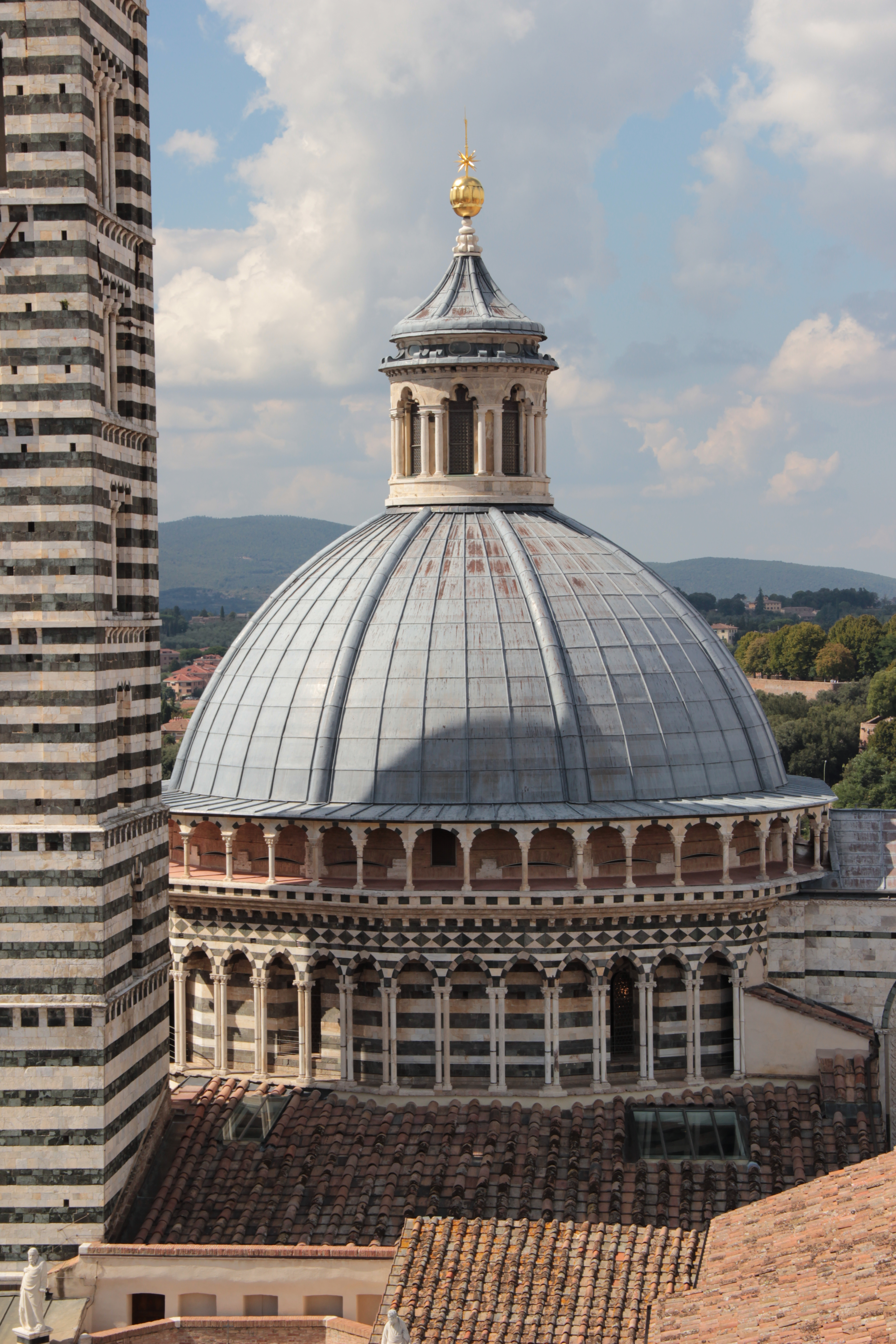
Vierungskuppel von Süden (der Fassade des Duomo Nuovo) aus gesehen
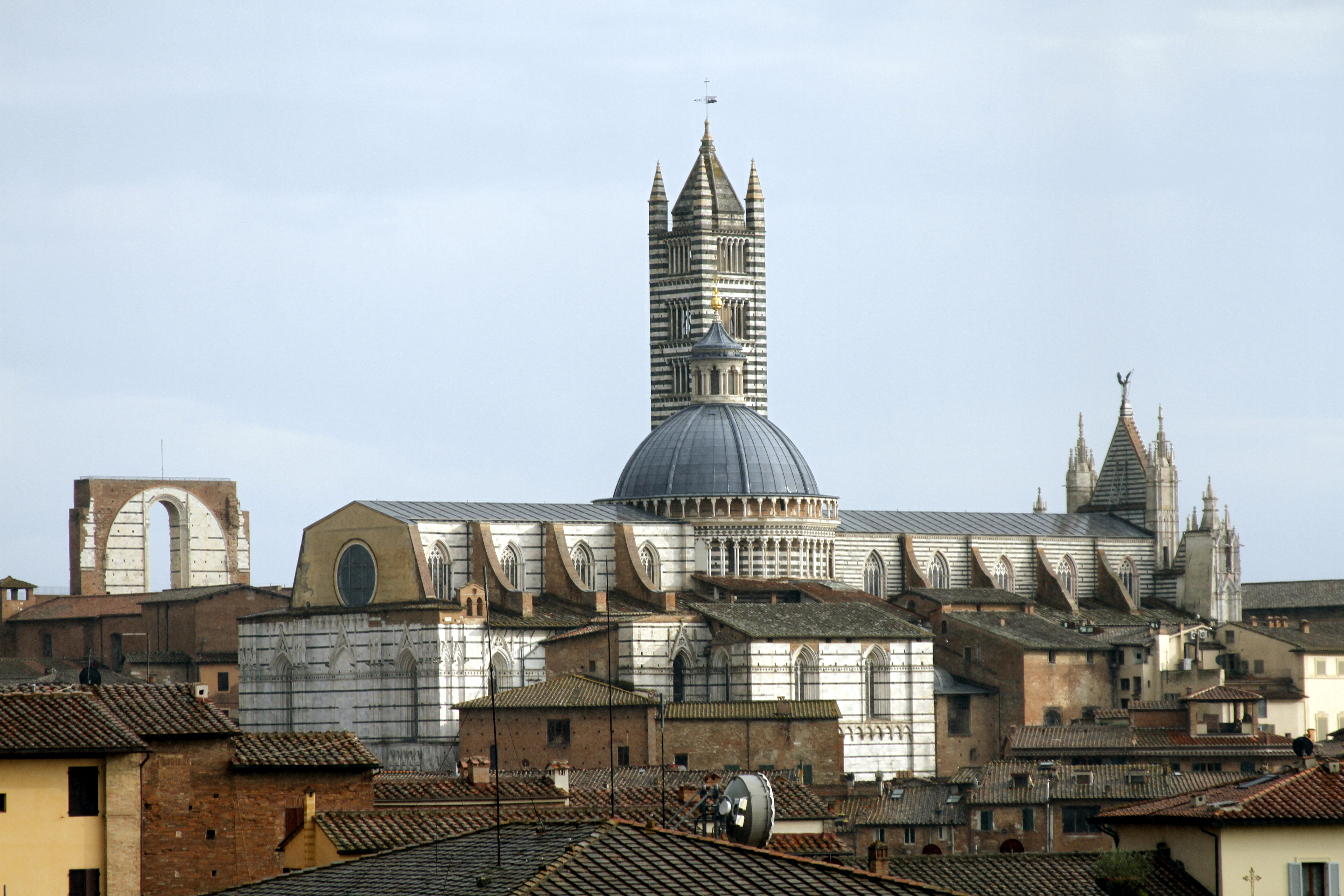
Gesamtansicht von Nordosten
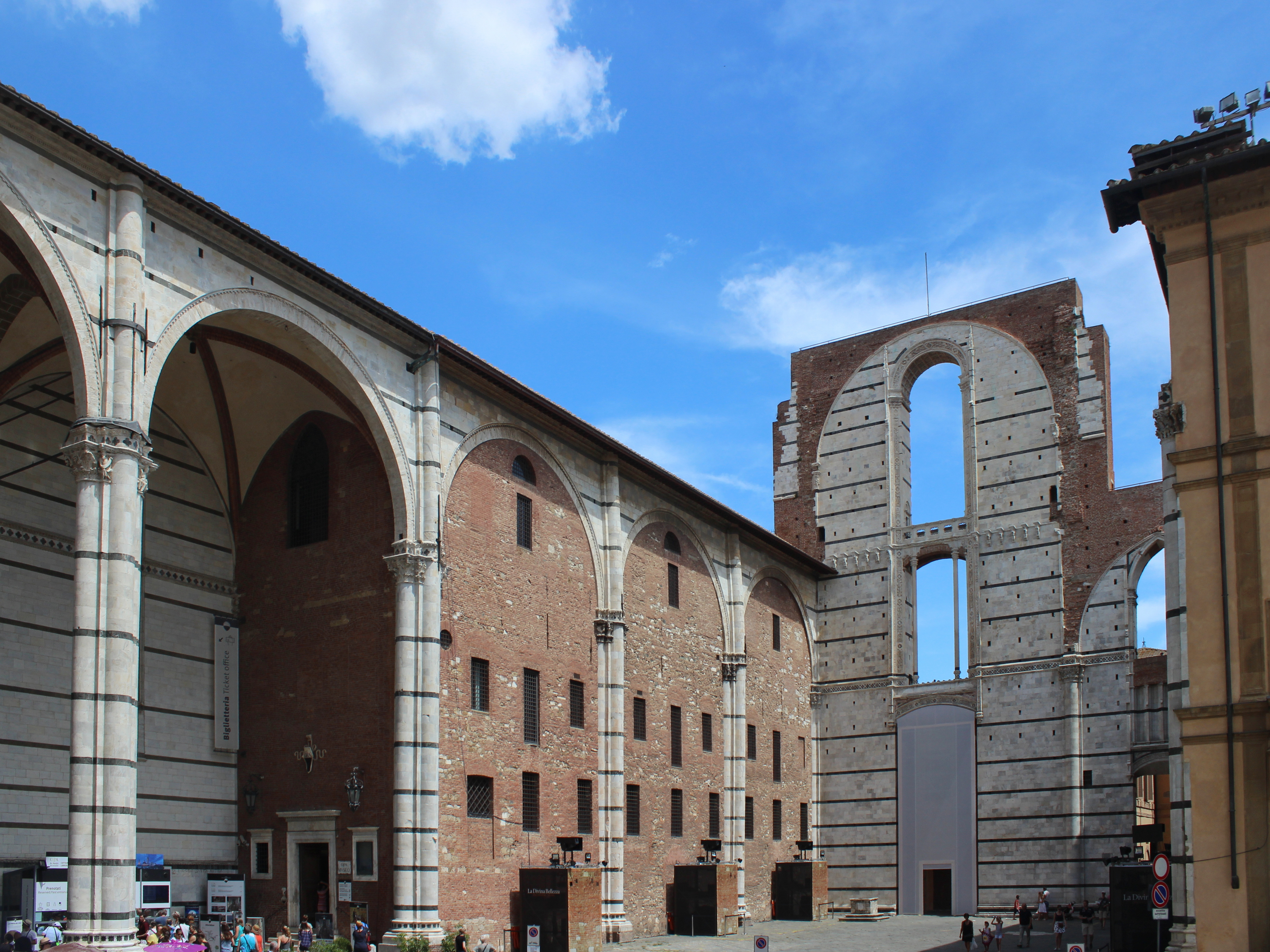
Unvollendet gebliebene Fassade des geplanten „Duomo Nuovo“ (Facciatone)

## Gebäudeteile und Ausstattungsstücke

### Übersicht

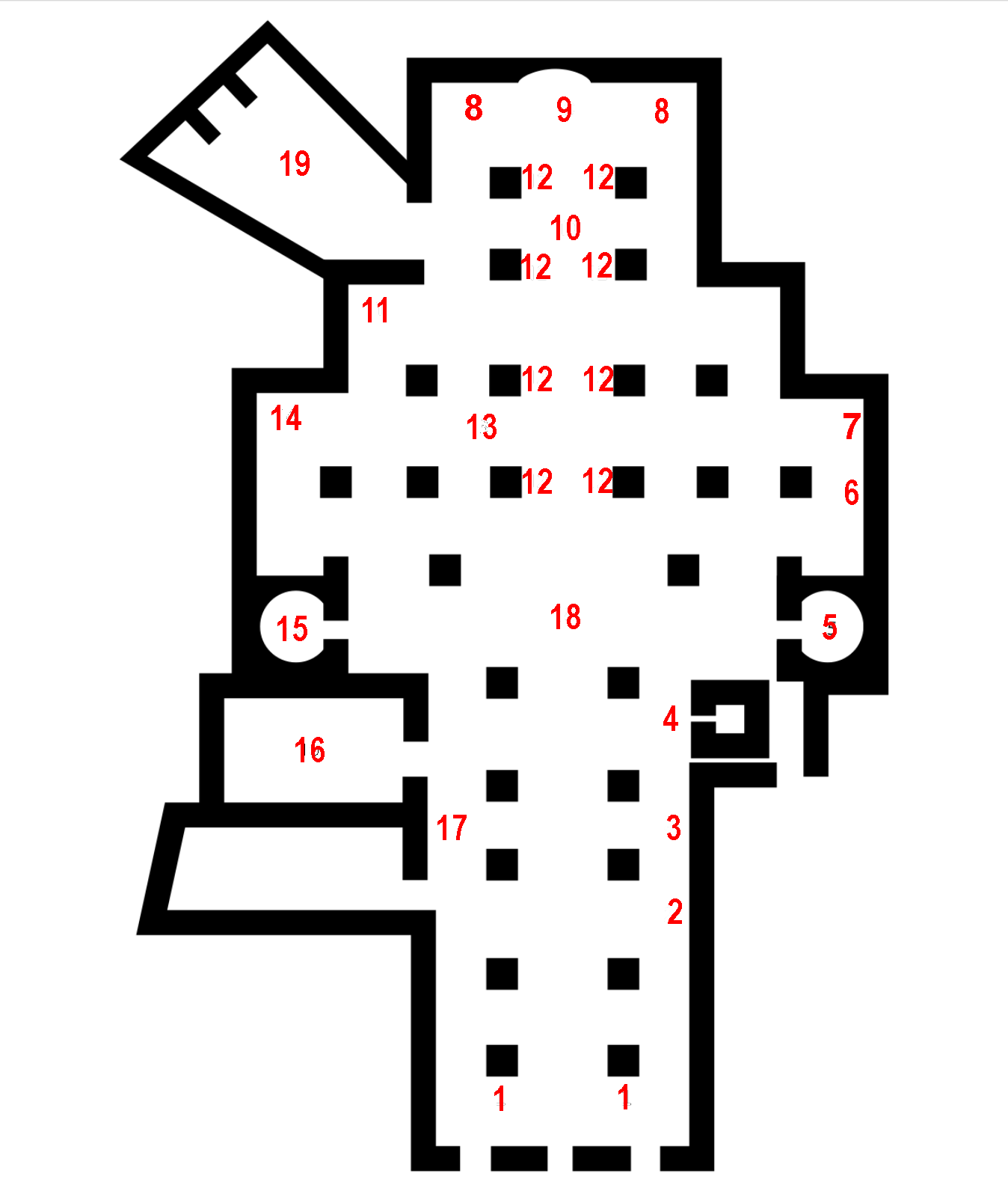
Grundriss

(Anmerkung: Die Nummerierung der Gebäudeteile und Ausstattungsstücke entspricht der des Grundrisses und zeigt so den jeweiligen Standort an.)
1. Weihwasserbecken von Antonio Federighi
2. Hl. Franz von Sales von Raffaello Vanni
3. Hl. Katharina von Pietro Dandini
4. Campanile
5. Kapelle der Madonna del Voto, 1659–1662 Architektur erneuert. Die Figuren am Eingang von Gian Lorenzo Bernini stellen den hl. Hieronimus und die hl. Maria Magdalena dar, das Gnadenbild aus der zweiten Hälfte des 13. Jahrhunderts wird Dietisalvi di Speme zugeschrieben. Außerhalb der Kapelle sind zahlreiche Votivgaben dargebracht.
6. Crescentius von Luigi Mussini
7. Geburt Jesu von Alessandro Casolani
8. Reste des hölzernen Chorgestühls aus den Jahren 1363–1397 (36 von ursprünglich 90 Sitzen erhalten), <--mit Intarsien--> die anderen sind 1503 nach Zeichnungen von Mariano Riccio geschnitzt.
9. Buntglasfenster mit Darstellungen aus dem Marienleben nach einem Entwurf von Duccio di Buoninsegna, Kopie nach dem jetzt ins Dommuseum verbrachten Original von 1287.
10. Der Hochaltar aus Marmor wurde 1532 von Baldassare Peruzzi geschaffen. Das riesige, über dem Altar hängende Ziborium aus Bronze ist das Werk von Vecchietta. Die Engel um den Altar sind Meisterwerke von Francesco di Giorgio Martini. An den Säulen stehen acht Leuchter in Form von Engeln, die von Domenico Beccafumi stammen.
11. Grabmonument des Kardinals Riccardo Petroni, 1317 von Tino di Camaino, auf dem Boden davor die bronzene Grabplatte des Bischofs Giovanni Pecci († 1428) von Donatello.
12. Kerzen haltende Engel von Domenico Beccafumi
13. Kanzel von Nicola Pisano
14. Kapelle des hl. Ansanus mit Altarbild von Francesco Vanni
15. Kapelle Johannes des Täufers, errichtet 1482–1504 für dessen Armreliquie, mit Bronzestatue des Heiligen, einem Spätwerk Donatellos von 1457. Ausmalung von Pinturicchio, 1505.
16. Die Piccolomini-Bibliothek wurde 1502–1508 durch Pinturicchio mit Szenen aus dem Leben des Papstes Pius II. ausgemalt. Aus seiner Sammlung stammt die römische Kopie einer griechischen Figurengruppe der Drei Grazien.
17. Den Piccolomini-Altar stiftete Francesco Todeschini Piccolomini 1481, die Rahmenarchitektur ist von Andrea Bregno, ab 1502 schuf der junge Michelangelo und seine Werkstatt dazu einige Figuren.
18. Mosaikfußboden
19. Sakristei

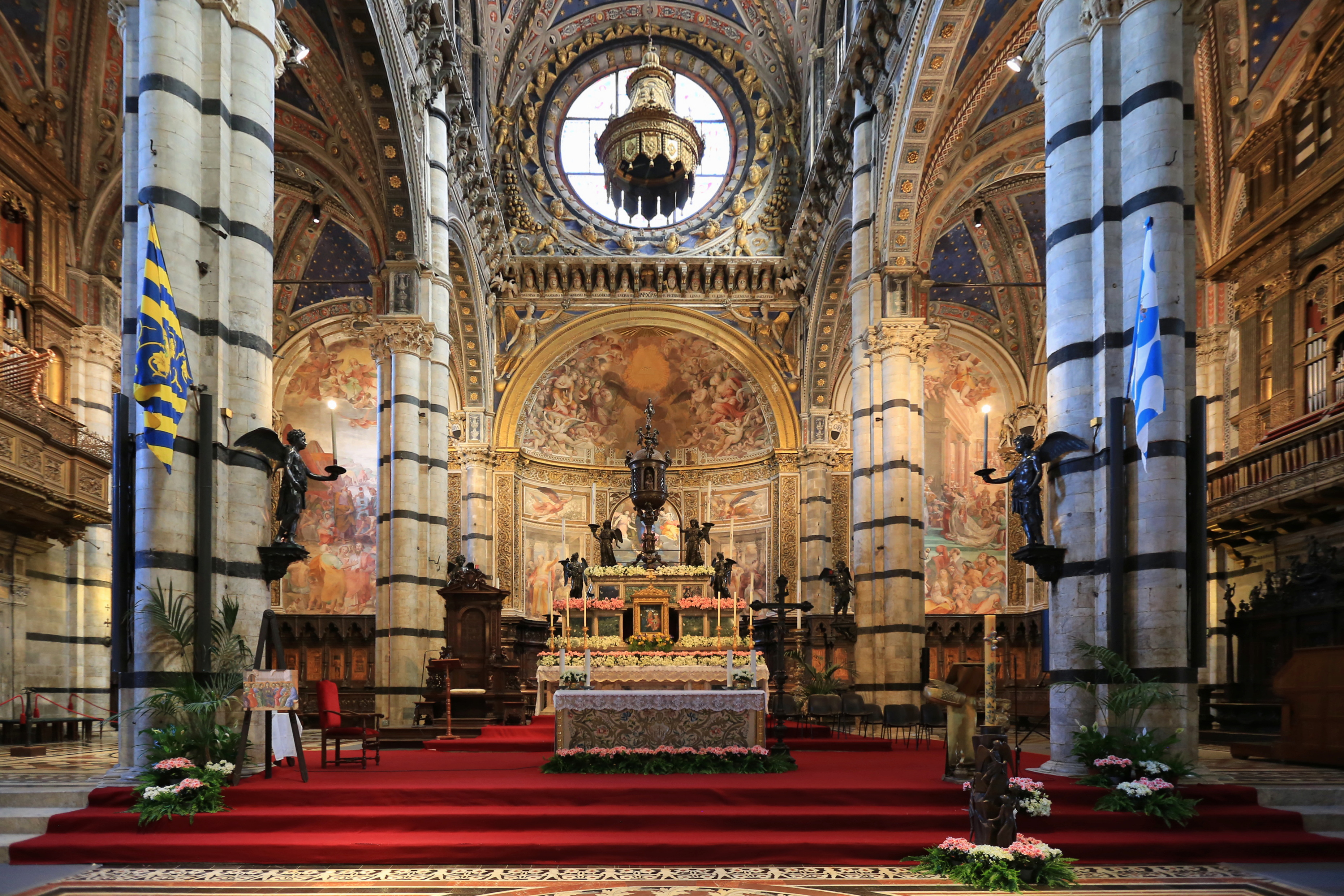
Hochaltar von Baldassare Peruzzi (1532) unter hängendem Ziborium von Vecchietta
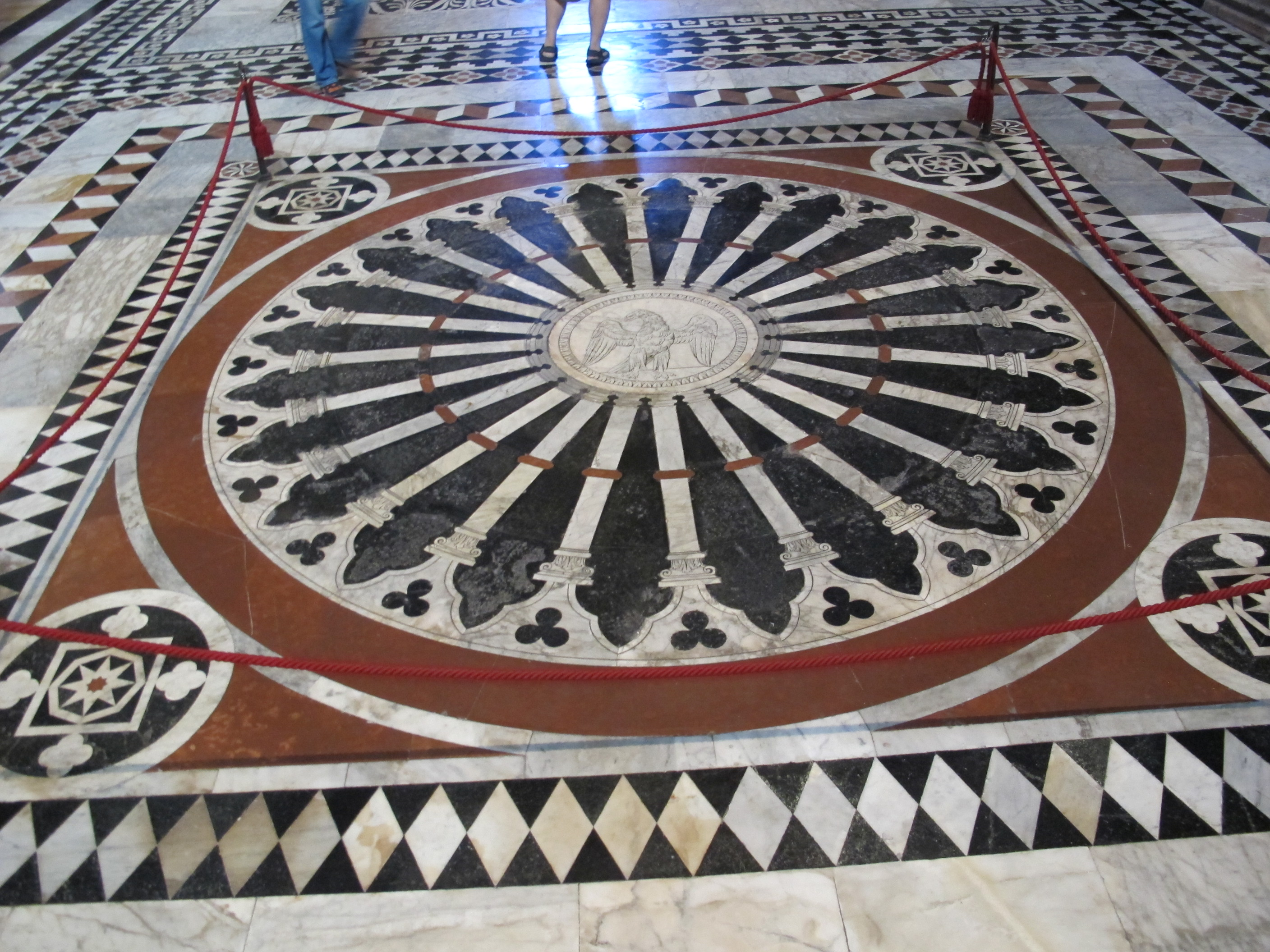
Fußboden-Rosette mit kaiserlichem Adler – ohne Krone
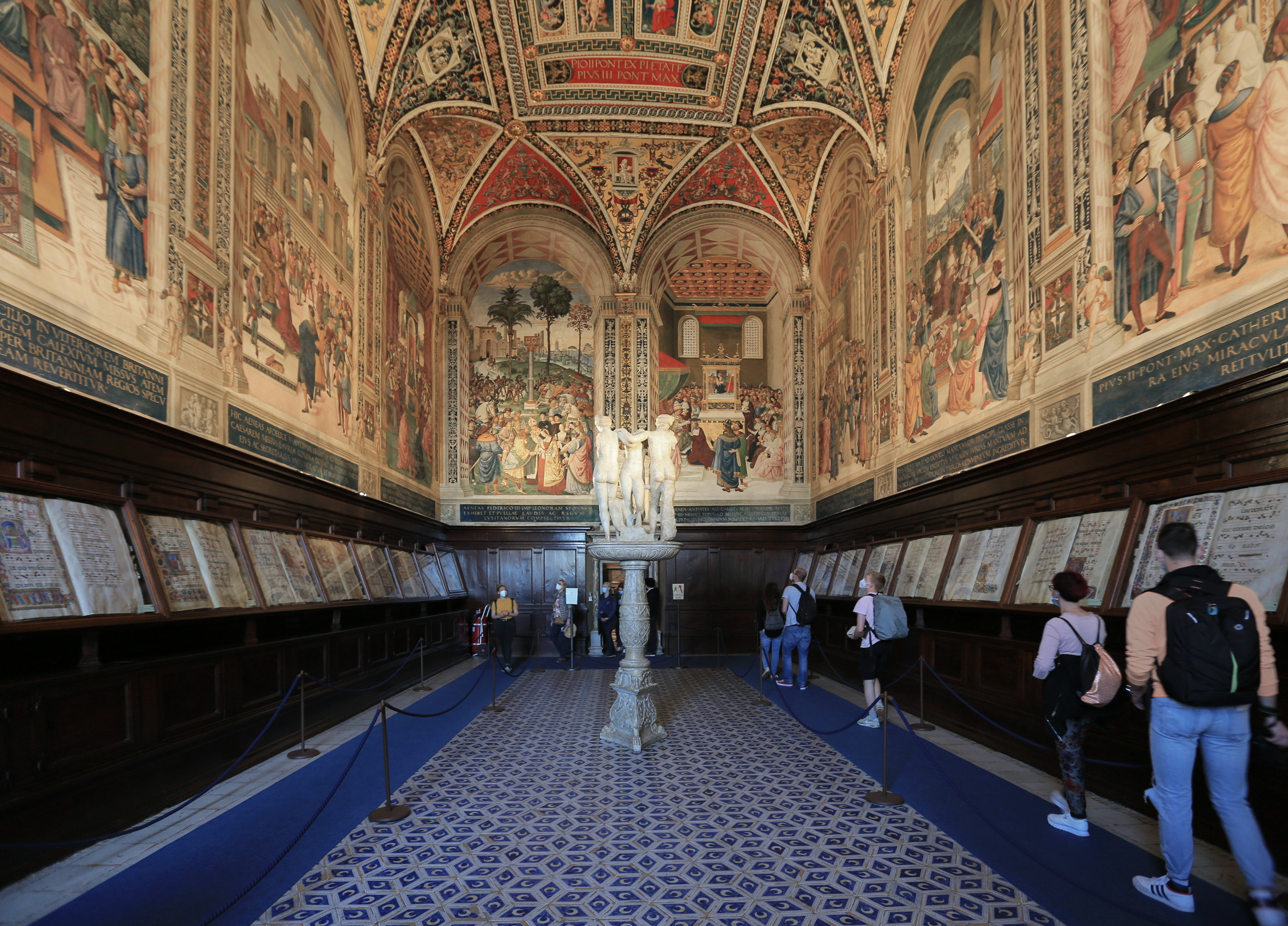
Piccolomini-Bibliothek mit Fresken Pinturicchios, 1502–1508
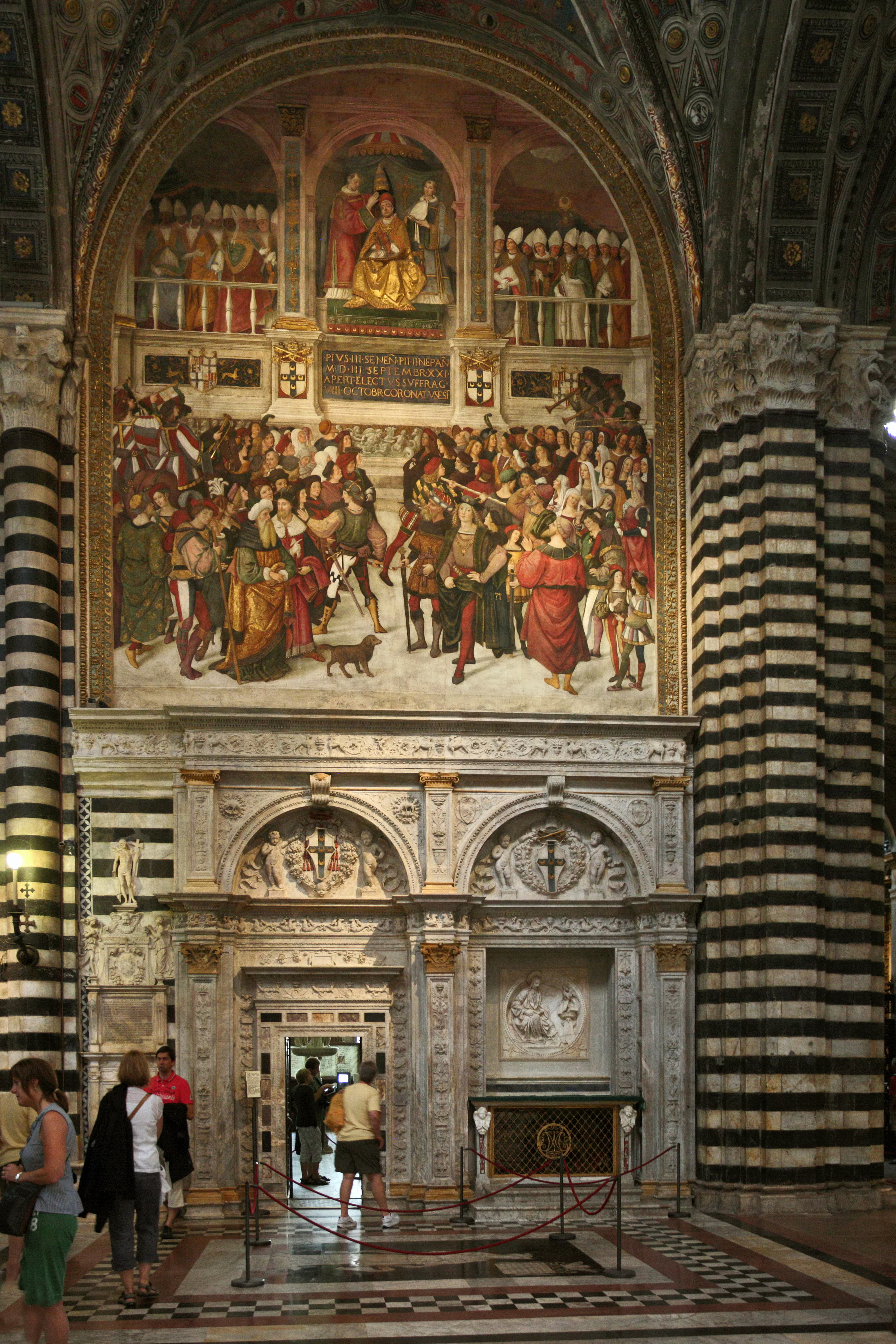
Portal der Piccolomini-Bibliothek, Lorenzo di Mariano (1497), darüber die Weihe Pius III von Pinturicchio (1504)
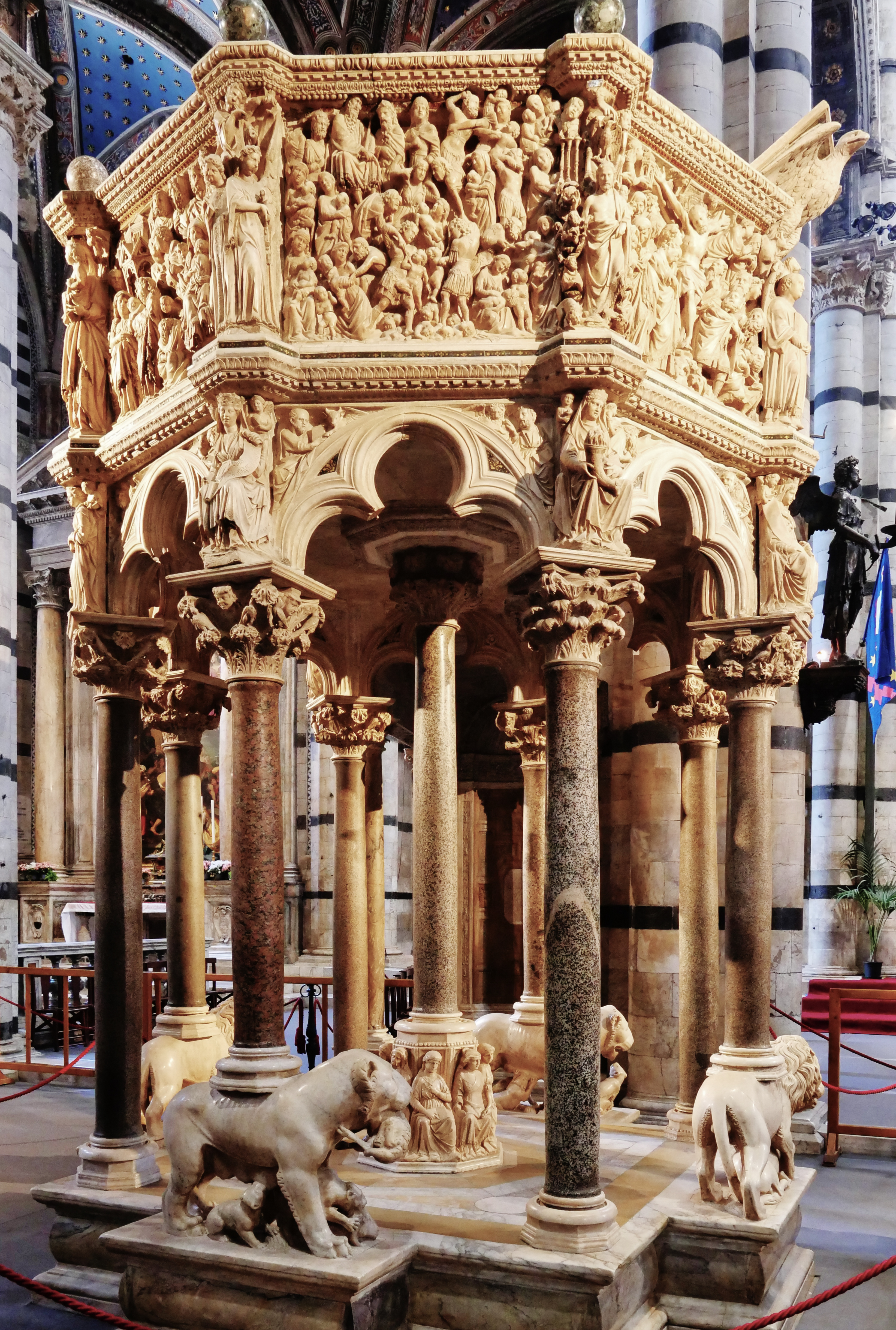
Kanzel von Niccolò Pisano, 1266–1268

### Kanzel
Augenfällig unter den Kunstschätzen im Inneren ist die achteckige Kanzel von Niccolò Pisano (oder Nicola Pisano) von 1266 bis 1268. Sie ruht auf Säulen, die von Löwen gestützt werden.

### Mosaikfußboden
Der Bodenbelag der Kathedrale ist in seiner Art nahezu einmalig. Es handelt sich um Marmorplatten mit kunstvollen Einlegearbeiten aus farbigem Marmor und schwarz gefüllten Gravuren. Vom 14. bis ins 16. Jahrhundert entstanden hier nach Entwürfen von 40 zum Teil berühmten Künstlern wie Antonio Federighi und Bernardino Pinturicchio mehr als 50 Felder, die den ganzen Fußboden des Doms bedecken. Es werden Szenen mit biblischen Themen, Allegorien zu Weisheit und Tugenden aus der Antike sowie Propheten und Sibyllen als gemeinsame Künder des Messias dargestellt. Als eine der schönsten Arbeiten können die Szenen aus der Geschichte von Abraham, Moses und Elija unterhalb der Kuppeln gelten. Sie stammen von Domenico Beccafumi, der auch andere Szenen gestaltete. Nicht alle Darstellungen befinden sich in originalem Zustand, ein Teil ist auch aus konservatorischen Gründen meistens abgedeckt.

### Ausmalung
Die Fresken im Presbyterium wurden von Ventura Salimbeni im Jahr 1610 gemalt. Diese zeigen Ester und den persischen König Ahasveros, sowie Manna, das nachts auf Wüstenboden fällt. Das Altarbild aus dem 17. Jahrhundert stammt von Carlo Maratta und Mattia Preti. Das Altarbild der Madonna del Voto in der gleichnamigen Kapelle wurde 1260 bis 1267 von Dietisalvi di Speme gemalt. Von diesem stammt auch eine stark beschädigte Wandmalerei, die die Kreuzigung darstellt, in der Krypta. Viele ehemals im Dom befindliche Kunstwerke befinden sich heute im Museo dell'Opera Metropolitana del Duomo.

### Piccolomini-Bibliothek
Die Piccolomini-Bibliothek, die an den Dom angrenzt, wurde von Kardinal Francesco Piccolomini (später Pius III.) zu Ehren seines Onkels Pius II. gegründet. Hier befinden sich Pinturicchios berühmte Fresken mit Szenen aus dem Leben des späteren Papstes und eine Sammlung von Chorbüchern (auf gemeißelten Tischen) mit Malereien von Sieneser und anderen Künstlern.

### Orgel

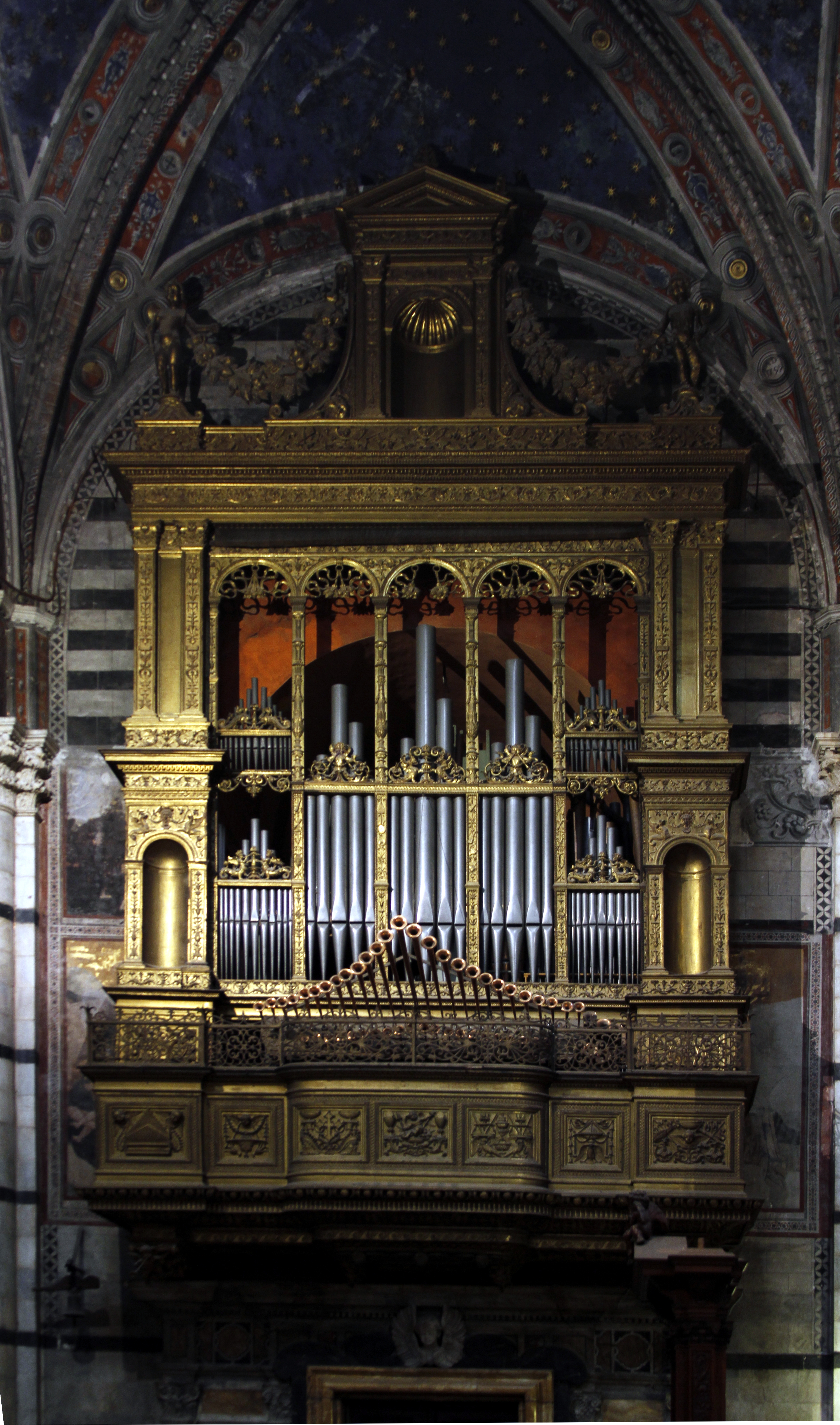
Orgelprospekt (rechte Sängertribüne)

Die Orgel wurde 1966 von der Orgelbaufirma Tamburini erbaut, unter Wiederverwendung eines Großteils des Pfeifenmaterials der Vorgängerinstrumente. Das Instrument hat 72 Register auf vier Manualwerken und Pedal. Die Trakturen sind elektrisch. Die einzelnen Orgelwerke sind auf mehrere Orgelgehäuse in der Kathedrale verteilt: Hinter dem Hochaltar verborgen befindet sich das Positivo. Auf der linken Sängertribüne sind das Hauptwerk (Grand’Organo) und das Pedal untergebracht; auf der rechten Sängertribüne befinden sich das Schwellwerk (Espressivo). Das Solowerk ist die Orgel in der Kapelle der Madonna del Voto.
| I Positivo corale C–c4 |       |
| nicht schwellbar       |       |
| Principale             | 8′    |
| Ottava                 | 4′    |
| XV                     | 2′    |
| Ripieno V              | 2′    |
|                        |       |
| schwellbar             |       |
| Bordone                | 16′   |
| Flauto a camino        | 8′    |
| Flauto a cuspide       | 4′    |
| Sesquialtera II        | 2 ⁄3′ |
| Flautino               | 2′    |
| Larigot                | 1 ⁄3′ |
| Tromba armonica        | 8′    |
| Cromorno               | 8′    |
| Tremolo                |       |

| II Grand'Organo C–c4 |       |
| Principale           | 16′   |
| Principale forte     | 8′    |
| Principale dolce     | 8′    |
| Ottava               | 4′    |
| XII                  | 2 ⁄3′ |
| XV                   | 2′    |
| XIX-XXII             | 1′    |
| Ripieno grave IV     | 2′    |
| Ripieno acuto III    | 1′    |
| Unda maris           | 8′    |
| Flauto traverso      | 8′    |
| Flauto in VIII       | 4′    |
| Flauto in XII        | 2 ⁄3′ |
| Tromba               | 16′   |
| Tromba               | 8′    |
| Chiarina dolce       | 4′    |
| Tromba orizzontale   | 8′    |
| Tromba orizzontale   | 4′    |

| III Espressivo C–c4 |        |
| Principale          | 8′     |
| Fugara              | 4′     |
| Ripieno V           | 2′     |
| Bordone             | 16′    |
| Clarabella          | 8′     |
| Flauto ottaviante   | 4′     |
| Nazardo             | 2 ⁄3′  |
| Silvestre           | 2′     |
| Flauto in XVII      | 1 3⁄5′ |
| Flauto in XXII      | 1′     |
| Viola dolce         | 8′     |
| Coro viole IV       | 8′     |
| Tremolo             |        |
| Oboe                | 8′     |
| Regale              | 8′     |
| Campane             |        |

| IV Solo C–c4   |       |
| Manualwerk     |       |
| Principale     | 8′    |
| Ottava         | 4′    |
| XV             | 2′    |
| Ripieno IV     | 1 ⁄3′ |
| Voce umana     | 8′    |
| Flauto         | 8′    |
| Flauto in VIII | 4′    |
| Ottavino       | 2′    |
| Cornetto II    | 2 ⁄3′ |
|                |       |
| Pedalwerk      |       |
| Contrabbasso   | 16′   |
| Basso          | 8′    |

| Pedale C–f1    |       |
| Principale     | 16′   |
| Ottava         | 8′    |
| XV             | 4′    |
| Ripieno VI     | 2 ⁄3′ |
| Controbombarda | 32′   |

| (Fortsetzung) |     |
| Trombone      | 16′ |
| Trombone      | 8′  |
| Tromba        | 8′  |
| Clarone       | 4′  |
| Claroncino    | 2′  |

| (Fortsetzung)       |     |
| Principale acustico | 32′ |
| Subbasso            | 32′ |
| Contrabbasso        | 16′ |
| Subbasso            | 16′ |
| Bordone amabile     | 16′ |

| (Fortsetzung)   |     |
| Violone         | 16′ |
| Bordone         | 8′  |
| Bordone amabile | 8′  |
| Flauto          | 4′  |
| Corno dolce     | 4′  |
| Campane         |     |

## Baptisterium

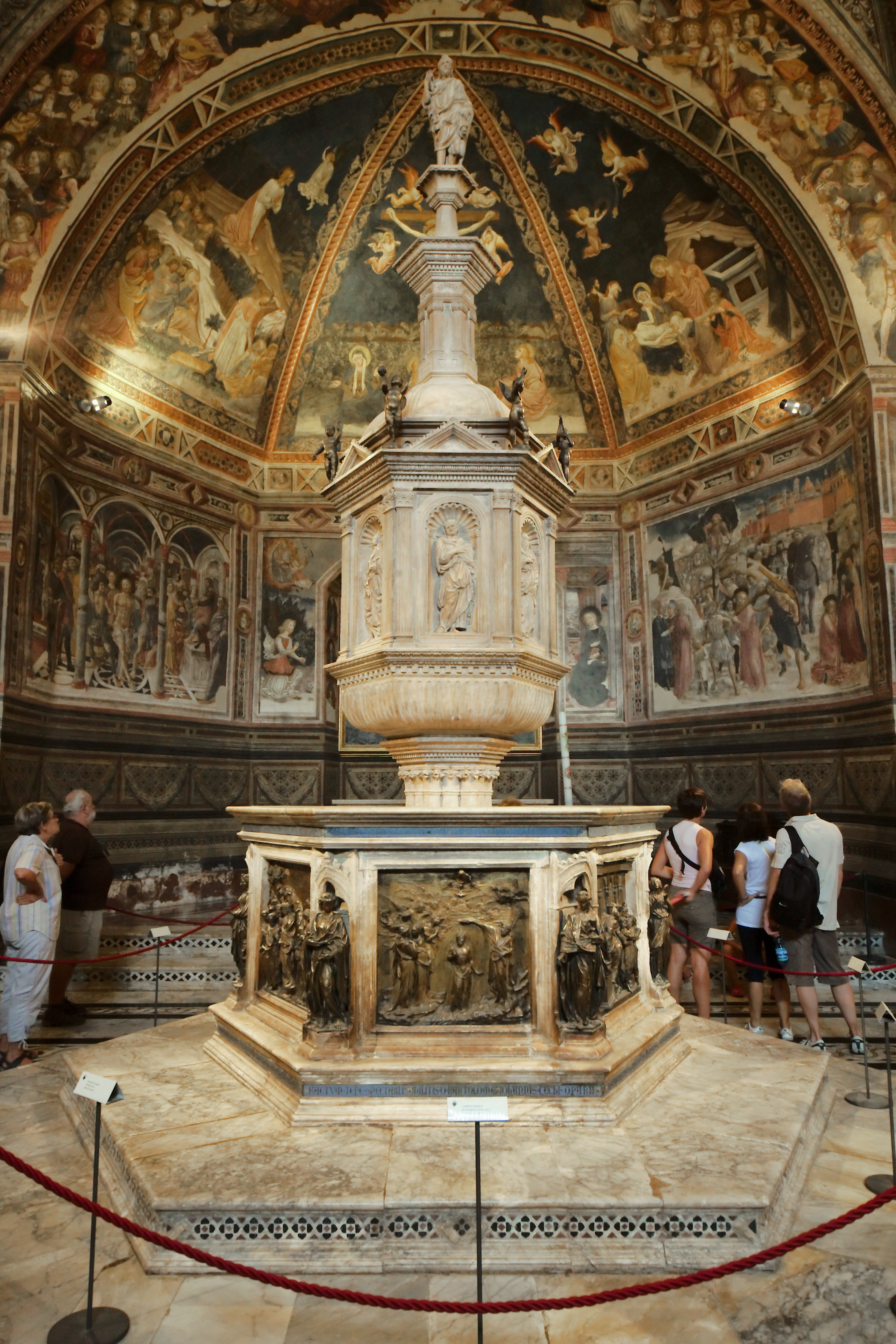
Taufbecken der Frührenaissance (1429) im Baptisterium

Das Baptisterium San Giovanni in den Substruktionen des Domchores ist über Treppen von außen zugänglich. Es wurde 1316 bis 1325 errichtet, 1382 wurde die Fassade vorgesetzt. Bedeutendstes Ausstattungsstück ist das 1429 fertiggestellte Taufbecken, an dem Lorenzo Ghiberti, Donatello und Jacopo della Quercia, die wichtigsten Bildhauer der italienischen Frührenaissance, beteiligt waren.

## Museo dell’Opera del Duomo
Die Opera del Duomo enthält neben dem Fenster des Domchores auch Duccio di Buoninsegnas berühmte Maestà, die 1308–1311 für die Kathedrale gemalt wurde, sowie andere Kunstwerke, die aus dem Kontext der Kathedrale stammen.
Durch das Museum kann man die Fassade des „Duomo Nuovo“ betreten, der nie vollendet wurde (s. o.).